# Medvode
Medvode (njemački: Zwischenwassern) je grad i središte istoimene općine u središnjoj Sloveniji, zapadno od Ljubljane. Grad pripada pokrajini Gorenjskoj i statističkoj regiji Središnja Slovenija.

## Zemljopis
Medvode se nalazi na ušću rijeke Sore u Savu, prema čemu je i dobilo svoje ime.

## Stanovištvo
Prema popisu stanovništva iz 2002. godine Medvode je imao 4.665 stanovnika.

## Vanjske poveznice
- Službena stranica općine
- Satelitska snimka grada  Arhivirana inačica izvorne stranice od 29. srpnja 2017. (Wayback Machine)